# RCA Records

Firmenlogo

RCA Records ist ein Musiklabel in New York City und Teil von Sony Music Entertainment. Die Abkürzung RCA leitet sich von der Radio Corporation of America ab, aus der die Firma hervorging.

## Die RCA-Label-Familie

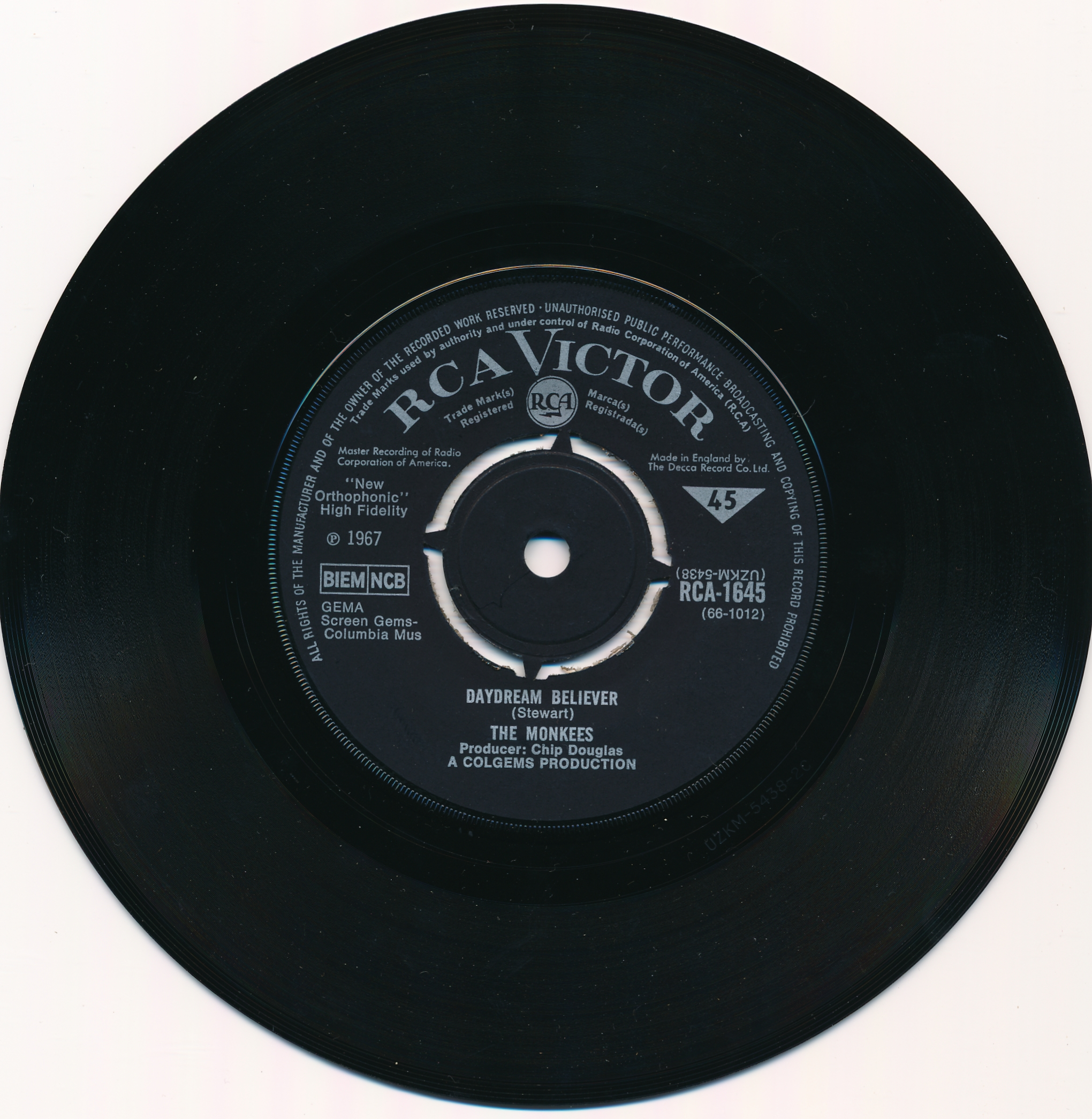
Single-Schallplatte von RCA Victor

Es gibt drei RCA-Labels, die zusammenarbeiten:
- RCA Records, das Pop-, Rock- und Country-Musik vertreibt.
- RCA Victor, das unter anderem Broadway-Musicals, Blues, Jazz und Soul veröffentlicht.
- Red Seal, das sich der Klassik widmet.

## Geschichte
Die Firma entstand am 4. Januar 1929, als die Radio Corporation of America die Victor Talking Machine Company kaufte. Das Label hieß nun RCA-Victor. Schwestergesellschaften waren in England His Master’s Voice und in Deutschland die Deutsche Grammophon. Die Firma hatte mit Enrico Caruso den ersten Superstar unter Vertrag sowie viele andere bedeutende Künstler bis hin zu Elvis Presley.
1986 wurde RCA aufgrund großer Schulden an seinen einstigen Gründer General Electric verkauft, diese verkaufte 1987 das Tonträgergeschäft an Bertelsmann.
2005 fusionierten Bertelsmann und Sony ihre Musiktöchter, Bertelsmann Music Group und Sony Music, wodurch eine der größten Plattenfirmen, Sony-BMG, entstand. Am 5. August 2008 wurde bekannt, dass Sony Bertelsmanns Anteile an dem Joint Venture Sony BMG übernommen hat, dieses firmiert seitdem unter dem Namen Sony Music Entertainment Inc.

## Bekannte Künstler (Auswahl)
Folgende Künstler stehen oder standen bei RCA unter Vertrag:
- Christina Aguilera
- Paul Anka
- Anti-Flag
- ATEEZ
- Rick Astley
- Chet Atkins
- Harry Belafonte
- David Bowie
- Garth Brooks
- Chris Brown
- Kelly Clarkson
- Pentatonix
- Perry Como
- Sam Cooke
- Floyd Cramer
- Miley Cyrus
- Dave Matthews Band
- Nothing but Thieves
- Daughtry
- John Denver
- Tommy Dorsey
- Duane Eddy
- The Equals
- Foo Fighters
- Fumble
- The Guess Who
- Daryl Hall & John Oates
- George Hamilton IV.
- Natalie Imbruglia
- Jack Ingram
- Era Istrefi
- Etta James
- Jefferson Airplane
- Waylon Jennings
- Spike Jones
- Kesha
- Khalid
- Lotto King Karl
- Eartha Kitt
- Avril Lavigne
- Little Mix
- Hank Locklin
- Janis Martin
- George McCrae
- Middle of the Road
- Glenn Miller
- Harry Nilsson
- Klaus Nomi
- Dolly Parton
- Pink
- Pitbull
- Kid Ink
- Elvis Presley
- Charley Pride
- Jim Reeves
- Robyn
- A$AP Rocky
- Neil Sedaka
- Ska-P
- Sleep Token
- Britney Spears
- Taylor Swift
- The Strokes
- The Sweet
- The Monkees
- Tyga
- SWV
- Bonnie Tyler
- Slim Whitman
- Wu-Tang Clan
- Zager and Evans
- ZZ Top
- Zayn